# 科尔泽
科尔泽（法語：Corzé，法語發音：[kɔʁze] ⓘ）是法国曼恩-卢瓦尔省的一个市镇，属于昂热区。

## 地理
科尔泽（47°33'35"N, 0°23'28"W）面积31.49 平方千米，位于法国卢瓦尔河地区大区曼恩-卢瓦尔省，该省份为法国西部内陆省份，大致对应安茹地区，北起顺时针与马耶讷省、萨尔特省、安德尔-卢瓦尔省、维埃纳省、德塞夫勒省、旺代省、大西洋卢瓦尔省和伊勒-维莱讷省接壤。
与科尔泽接壤的市镇（或旧市镇、城区）包括：马尔塞、卢瓦河畔蒙特勒伊、萨里涅、卢瓦河畔塞什、安茹地区里沃迪卢瓦、卢瓦尔-欧蒂永、雅尔泽维拉日。

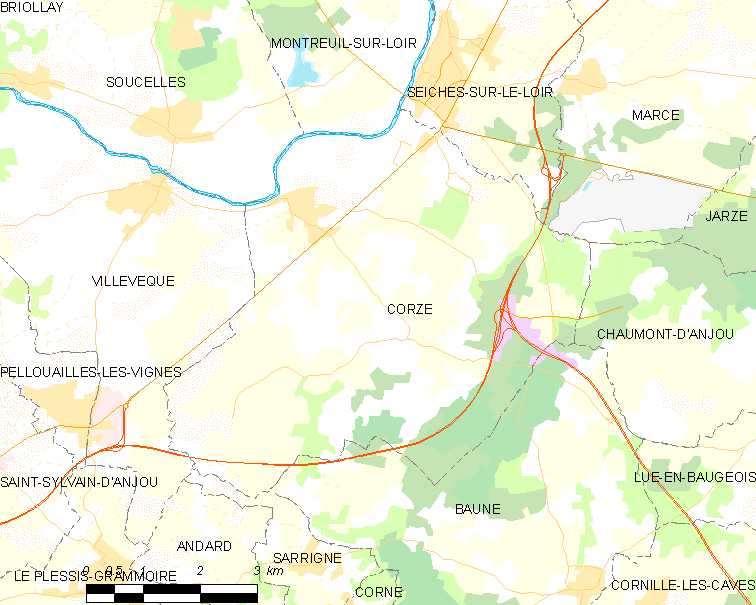
科尔泽的OSM定位图

科尔泽的时区为UTC+01:00、UTC+02:00（夏令时）。

## 行政
科尔泽的邮政编码为49140，INSEE市镇编码为49110。

## 政治
科尔泽所属的省级选区为昂热第六县。

## 人口

1962-2008年间科尔泽人口变化图示

科尔泽于2022年1月1日时的人口数量为1982人。